# Harish Shankar

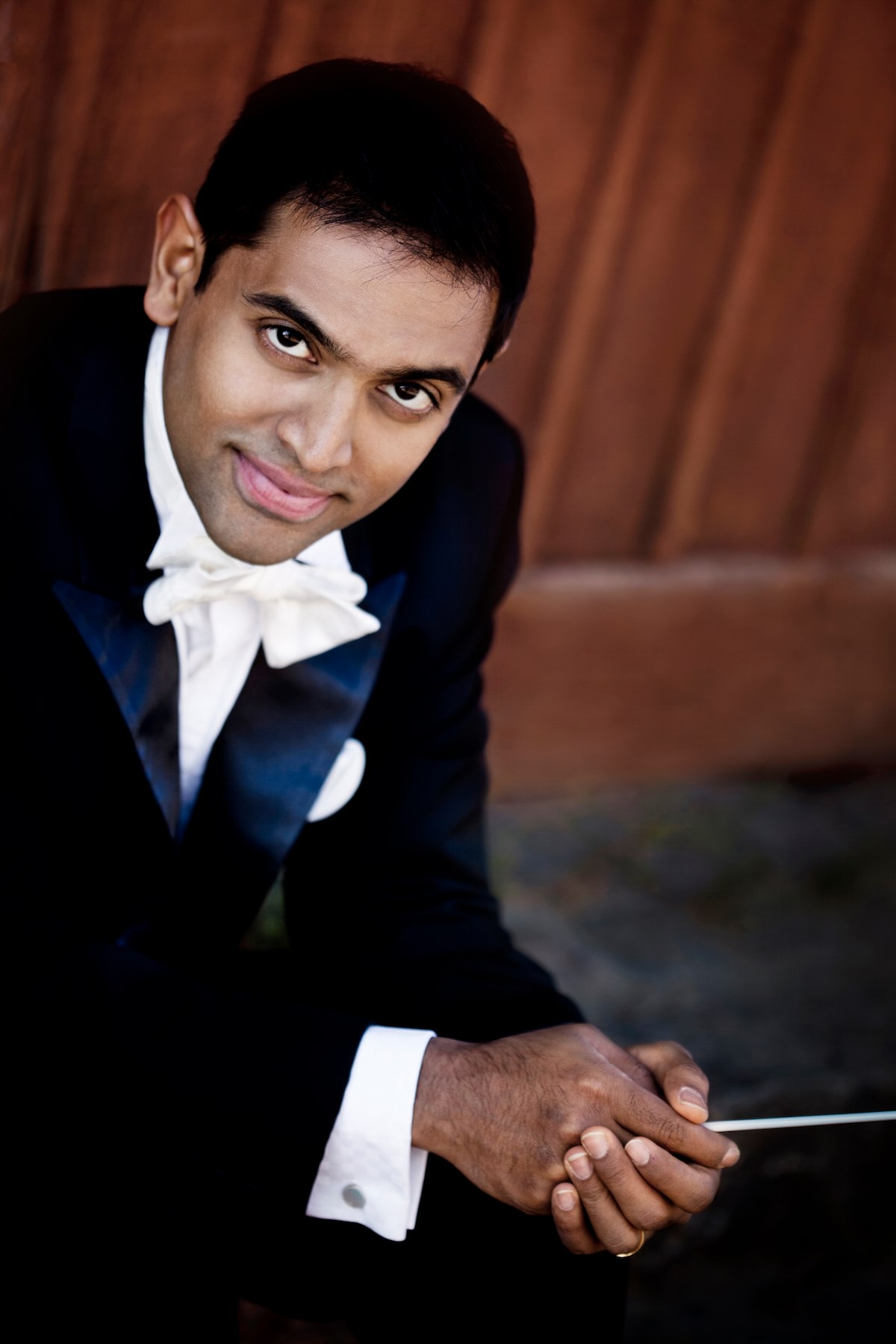
Harish Shankar

Harish Shankar (* 1984 in Malaysia) ist ein malaysisch-deutscher Dirigent.

## Leben
Harish Shankar wurde in Malaysia geboren. Er studierte zunächst Klavier bei Konstanze Eickhorst in Lübeck und später Dirigieren bei Eiji Oue in Hannover und in Weimar in der Klasse von Gunter Kahlert. Vor seinem Masterstudium leitete er 2011 ein Jahr lang das „El Sistema“-Jugendorchesterprojekt in Peru.
Von 2013 bis 2016 leitete Shankar das Harvestehuder Sinfonieorchester Hamburg und war parallel ab 2014/2015 „Junior Fellow in Conducting“ am Royal Northern College of Music in Manchester. 2016/2017 war er Resident Conductor des Malaysian Philharmonic Orchestra und anschließend 2017/2018 Erster Kapellmeister am Theater Vorpommern.
2015 wurde er in Vaasa mit dem dritten Preis im Jorma-Panula-Dirigierwettbewerb ausgezeichnet.
Ab 2019 war Shankar Erster Kapellmeister der Meininger Hofkapelle am Meininger Staatstheater. Seit August 2024 ist Shankar Generalmusikdirektor des Schleswig-Holsteinischen Landestheaters.